# Retour en Irlande
Retour en Irlande est un roman de Maeve Binchy d'abord publié en 1989 aux Presses de la Cité puis chez Pocket  (version française de Firefly Summer originellement publié par Delacorte en 1988) . Se déroulant dans une petite ville irlandaise, le troisième roman de l'auteure dépeint les changements qui ont affecté le pays à la fin du XXe siècle. En 2008, la BBC Radio 4 a produit une dramatisation du roman en 6 épisodes de 3 heures.

## Résumé
En 1962 à Mountfern, vers Dublin, John et Kate tiennent un pub. Ils ont Eddie, Declan, Dara, Michael, 12 ans, jumeaux. O'NeiLL, Américain, 48 ans, veuf, originaire de Mountfern, père de Grace et Kerry, achète Fernscourt, maison en ruine, pour faire un hôtel. Rachel, décoratrice US vient à Fernscourt. Kate a la colonne brisée sur le chantier. Rachel s'occupe d'elle après l'hôpital. Kate a 8000 livres au procès contre O'Neill. Rachel repart. Lors de l'inauguration, l'hôtel prend feu. O'Neill repart.

## Réception critique
Retour en Irlande est le troisième livre écrit par Binchy. Elle l'écrit dans le cottage qu'elle partage avec son mari Gordon Snell à Dalkey dans la banlieue sud de Dublin. Le livre devient rapidement un best-seller, elle utilise alors une partie des recettes pour acheter le cottage voisin, que le couple appelle "Firefly Cottage".
Le Orlando Sentinel fait l'éloge de ce roman qui combine une vue d'ensemble d'une ville irlandaise avec un regard intime sur la vie de ses habitants, dont les personnages principaux les O'Neill et les Ryan. La critique note : "Binchy décrit à la fois la placidité et les turbulences de la vie du village : les secrets cachés derrière les rideaux de dentelle, le premier baiser d'une jeune fille, les jeux d'été des enfants, les grossesses inattendues, les morts subites. Elle est chez elle dans le petit Mountfern, et elle nous donne l'impression de connaître aussi l'endroit et ses habitants".